# ステラブリーズ
「ステラブリーズ」は、春奈るなの10枚目のシングル。2017年5月3日にSACRA MUSICから発売された
。

## 概要
前作「Windia」から約7ヶ月ぶり、SACRA MUSIC移籍後初のシングルである。
販売形態は初回生産限定盤、通常盤、期間生産限定盤の3種リリースで、春奈自身が作詞したテレビアニメ『冴えない彼女の育てかた♭』オープニングテーマである「ステラブリーズ」と、「恋するポンパドール」，「アイコトバ」のほか、初回生産限定盤と通常盤には「ステラブリーズ」のインスツルメント、期間生産限定盤にはテレビサイズバージョンの計4曲が収録されている。
初回生産限定盤には「ステラブリーズ」のMusic Videoとそのメイキング映像が、期間生産限定盤にはTVアニメ『冴えない彼女の育てかた♭』ノンクレジットオープニング映像が収録されている。
「ステラブリーズ」は、青春の躍動感が爽やかに広がるポップなナンバーに仕上がっている。バンド編成によるポップなサウンドは、仲間たちとの一体感を表わすかのようにちょっと力強く、なんだか頼もしくさえもある。またキメを差し込みながら、ビートを刻み込みサビへと繋ぐブリッジは、もっと前へと促すように躍動的で、夢を追い続ける彼らのことを後押ししているみたいだ。「君色シグナル」よりも、さらに突き進むサウンドが爽やかな開放感を呼び起こしている。
作詞について春奈は、「今回もヒロインの加藤恵を中心に物語が回っていくので、その恵の心情を重視して書かせていただきました。恵のキャラソンっぽくしたくなくて、アニメ『冴えカノ』を見たことのない人でも、青春ソングとして受け止めてもらえる歌詞にしたいと思って。そのバランスを取るのが難しくて、歌詞を書き上げるまでに2カ月くらいかかってしまいました」と語っている。

## 収録曲

### CD（初回生産限定盤、通常版）
1. ステラブリーズ [4:06]
  - 作詞：春奈るな　作曲：杉坂天汰、ツカダタカシゲ　編曲：ツカダタカシゲ
  - TVアニメ『冴えない彼女の育てかた♭』オープニングテーマ
2. 恋するポンパドール [3:56]
  - 作詞・作曲：おぐらあすか　編曲：Saku
3. アイコトバ [4:59]
  - 作詞・作曲・編曲：Saku
4. ステラブリーズ (Instrumental) [4:04]

### CD（期間生産限定盤）
1. ステラブリーズ [04:06]
  - 作詞：春奈るな　作曲：杉坂天汰・ツカダタカシゲ　編曲：ツカダタカシゲ
  - TVアニメ『冴えない彼女の育てかた♭』オープニングテーマ
2. 恋するポンパドール [03:56]
  - 作詞・作曲：おぐらあすか　編曲：Saku
3. アイコトバ [04:59]
  - 作詞・作曲・編曲：Saku
4. ステラブリーズ (TV Size) [01:29]

### DVD（初回生産限定盤）
1. ステラブリーズ (Music Video)
2. The Making of "ステラブリーズ"

### DVD（期間生産限定盤）
1. TVアニメ『冴えない彼女の育てかた♭』ノンクレジットオープニング映像

## 収録アルバム
| 曲名           | アルバム     | 発売日        |
| -------------- | ------------ | ------------- |
| ステラブリーズ | 『LUNARIUM』 | 2017年6月21日 |